# Eparchia di Thailandia

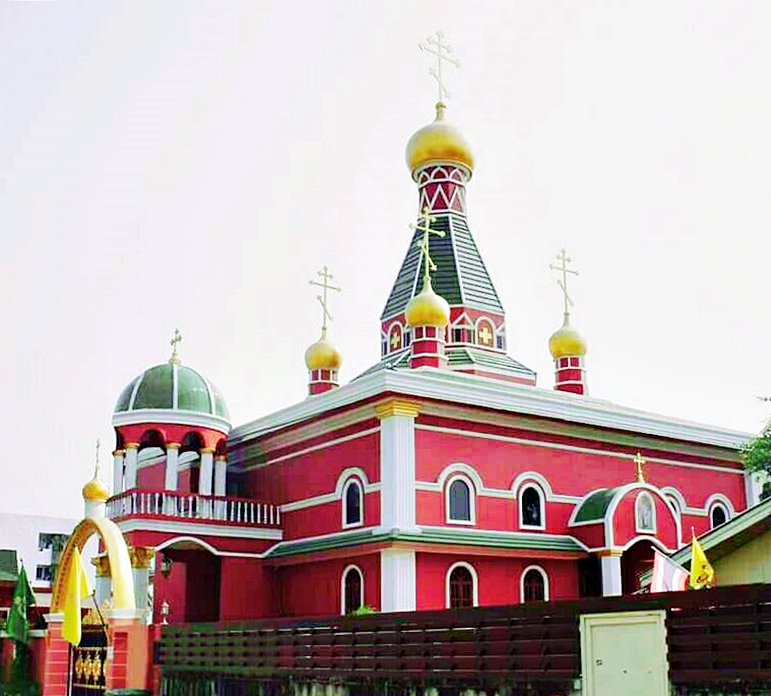
La cattedrale di san Nicola di Mira a Bangkok.

L'eparchia di Thailandia (in russo Таиландская епархия?) è un'eparchia della Chiesa ortodossa russa che comprende le parrocchie ortodosse russe in Thailandia, Cambogia, Laos e Myanmar. Fa parte dell'esarcato patriarcale del sud-est asiatico.
L'eparca responsabile ha il titolo di "eparca di Bangkok e Phnom Penh".

## Storia
La prima parrocchia ortodossa russa in Thailandia, dedicata a San Nicola di Mira, fu istituita dal Santo Sinodo della Chiesa ortodossa russa il 28 dicembre 1999, per il servizio religioso dei russi che, dopo la caduta del regime sovietico, erano sempre più presenti nel Paese del sud-est asiatico. Due anni dopo, l'abate Oleg Cherepanin fu nominato rappresentante del patriarcato di Mosca in Thailandia, Cambogia e Laos. Questo ha favorito la creazione di altre parrocchie in Thailandia e Cambogia.
Il 21 ottobre 2016 il Santo Sinodo russo ha istituito il decanato patriarcale di Thailandia affidato alle cure di Oleg Cherepanin, primo decano della nuova giurisdizione ecclesiastica russa, costituita da 8 parrocchie.
Il 26 febbraio 2019 il decanato è stato soppresso e al suo posto è stata eretta l'eparchia di Thailandia, con giurisdizione su 4 Paesi: Thailandia, Cambogia, Laos e Myanmar. Contestualmente la nuova eparchia è stata incorporata nell'esarcato patriarcale del sud-est asiatico.